# Kyperské euromince

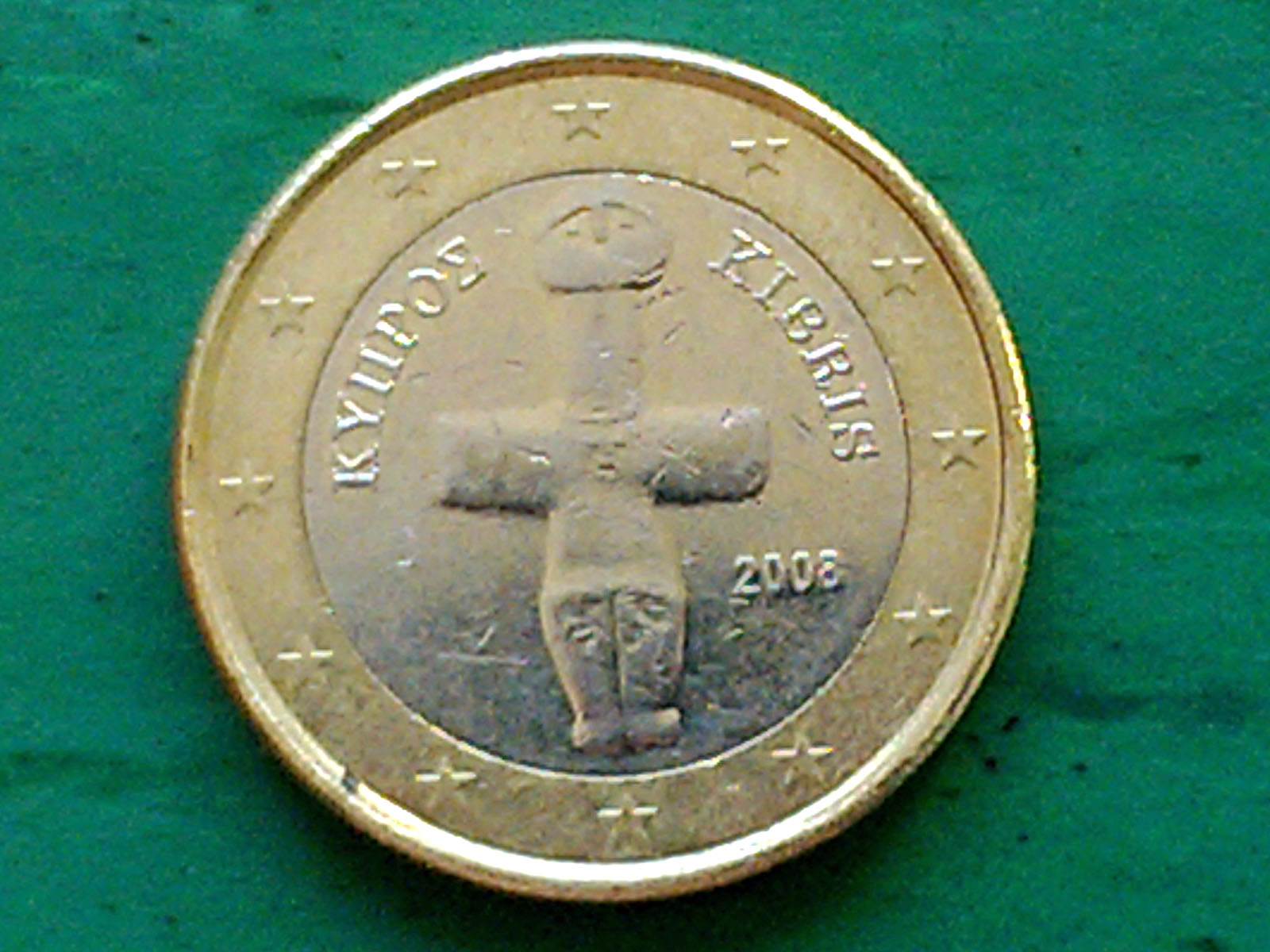
Kyperská mince 1€

Kyperské euromince se do oběhu dostaly 1. 1. 2008. Kypr je členem Evropské unie od 1. května 2004 a do ERM II vstoupil 2. května 2005. 1. ledna 2008 se Kypr spolu s Maltou stal členským státem eurozóny. Měsíc leden roku 2008 byl přechodným obdobím, kdy mince a bankovky staré kyperské měny – libry – byly zároveň s eurem zákonným platidlem a bylo možné je používat v běžném platebním styku. Od února 2008 už není možno používat librové mince a bankovky. Směnný kurz libry k euru je 1 € = 0.585274 CYP .

## Motivy kyperských euromincí
Na mincích 1, 2 a 5 centů je zobrazen muflon jako symbol přírody a na mincích 10, 20 a 50 centů motiv antické kyperské lodi Kyrenia jako symbol moře. Na mincích 1 a 2 eura je zobrazen příklad kultury – znázornění Pomoského idolu, 5000 let staré prehistorické sošky, která je v současnosti vystavena v Kyperském archeologickém muzeu.
Na všech mincích jsou také zobrazeny nápisy „ΚΥΠΡΟΣ“ a „KIBRIS“ (řecky a turecky Kypr) a rok vydání. 
Vzhled mincí byl odhalen 14. října 2006, ale motivy jednotlivých mincí byly prozrazeny dřív a byly konzultovány s Evropskou komisí týmem Kyperské centrální banky.

## Pamětní mince

### Dvoueurové oběžné mince
Následující přehled zahrnuje 2€ pamětní mice vydané mezi roky 2008 a 2024.
1. 2009 – společná série mincí států eurozóny – 10 let od zavedení eura jako bezhotovostní měny
2. 2012 – společná série mincí států eurozóny – 10 let od zavedení eurobankovek a euromincí
3. 2015 – společná série mincí států eurozóny – 30 let vlajky Evropské unie
4. 2017 – Pafos 2017 – Evropské hlavní město kultury
5. 2020 – 30. výročí Kyperského institutu neurologie a genetiky
6. 2022 – společná série mincí států eurozóny – 35 let od zahájení programu Erasmus
7. 2023 – 60. výročí založení Kyperské centrální banky
8. 2024 – 20. výročí přistoupení Kypru k Evropské unii